# Lac de Sainte-Croix
Lac de Sainte-Croix (z fr. „jezioro Świętego Krzyża”) – sztuczne jezioro zaporowe we Francji na granicy departamentów Var i Alpy Górnej Prowansji. Powstało po wybudowaniu zapory Sainte-Croix na rzece Verdon. Nazwa pochodzi od położonej na północno-zachodnim brzegu jeziora, najbliżej zapory, gminy i miejscowości Sainte-Croix-de-Verdon.
Budowę zapory rozpoczęto w roku 1971; w 1973 r. rozpoczęto napełnianie zbiornika i ukończono je w 1974 r. Jezioro zajmuje prawie 22 km² powierzchni i mieści ok. 761 mln m³ wody, co stawia je na trzecim miejscu (za jeziorem Der-Chantecoq i jeziorem Serre-Ponçon) pod względem wielkości w całej Francji. Pojemność użyteczna wynosi jednak jedynie ok. 300 mln m³
Budowa zapory i napełnienie zbiornika spowodowało zalanie wsi Les Salles-sur-Verdon i starożytnego rzymskiego mostu, przerzuconego na dziewięciu łukowych przęsłach. Wieś odbudowano 400 metrów od poprzedniej lokalizacji.
Jezioro i miejscowości nad nim położone są chętnie odwiedzanymi przez turystów kąpieliskami, ośrodkami żeglarskimi i uprawiania innych sportów wodnych. Na rzece Verdon, na odcinku powyżej jeziora znajduje się najgłębszy w Europie kanion – przełom Verdon (fr. Gorges du Verdon), również turystyczna atrakcja.